# Liebertwolkwitz

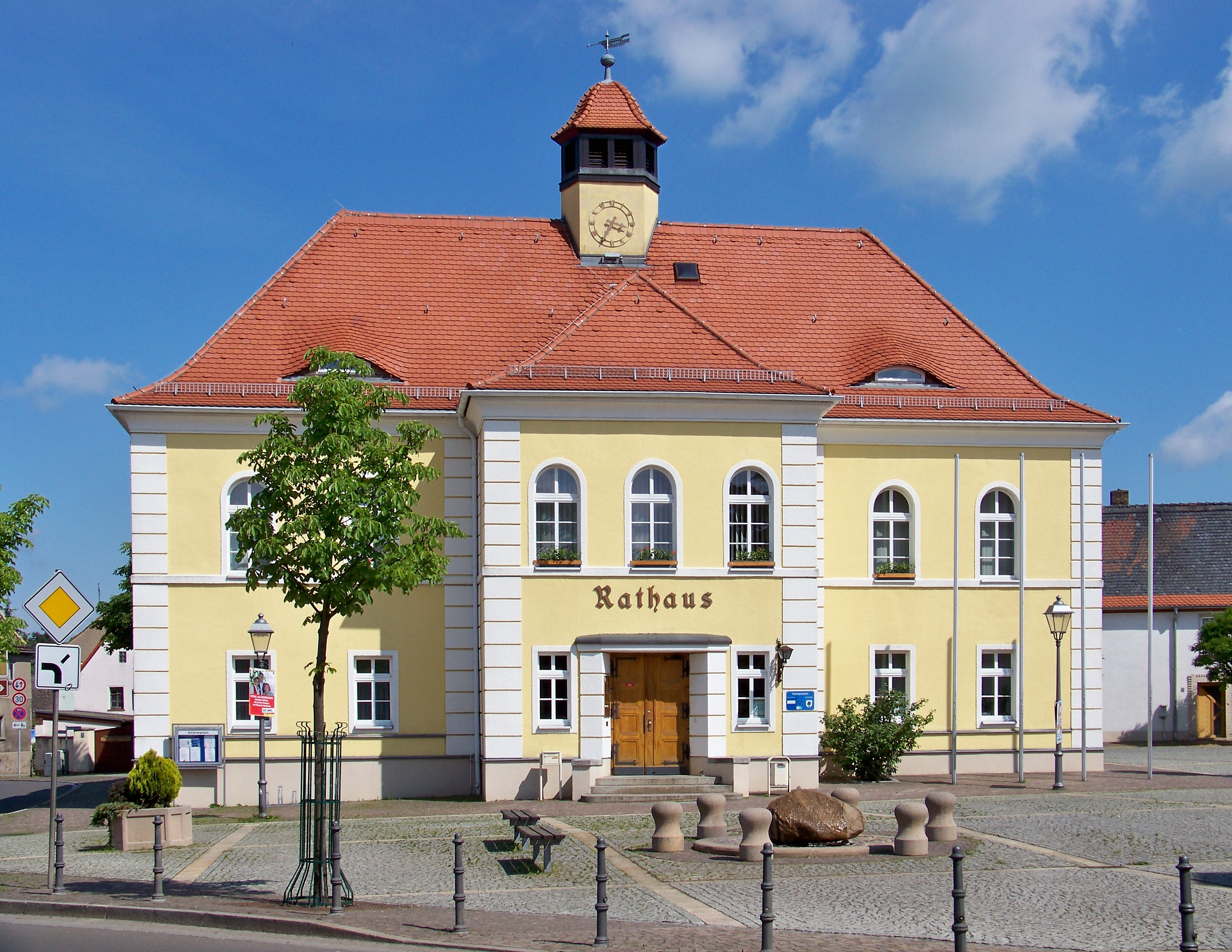
Rathaus

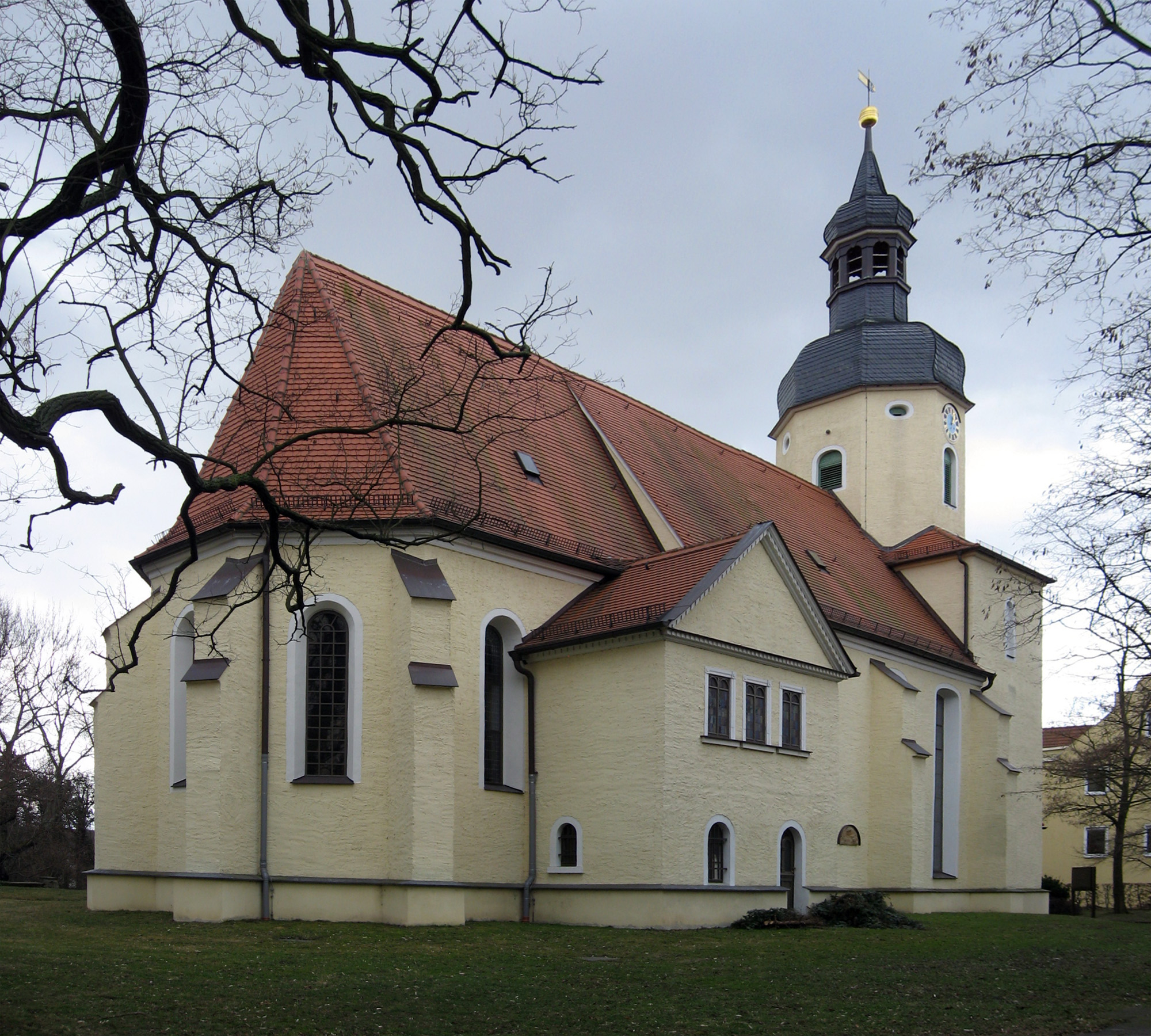
Kirche Liebertwolkwitz

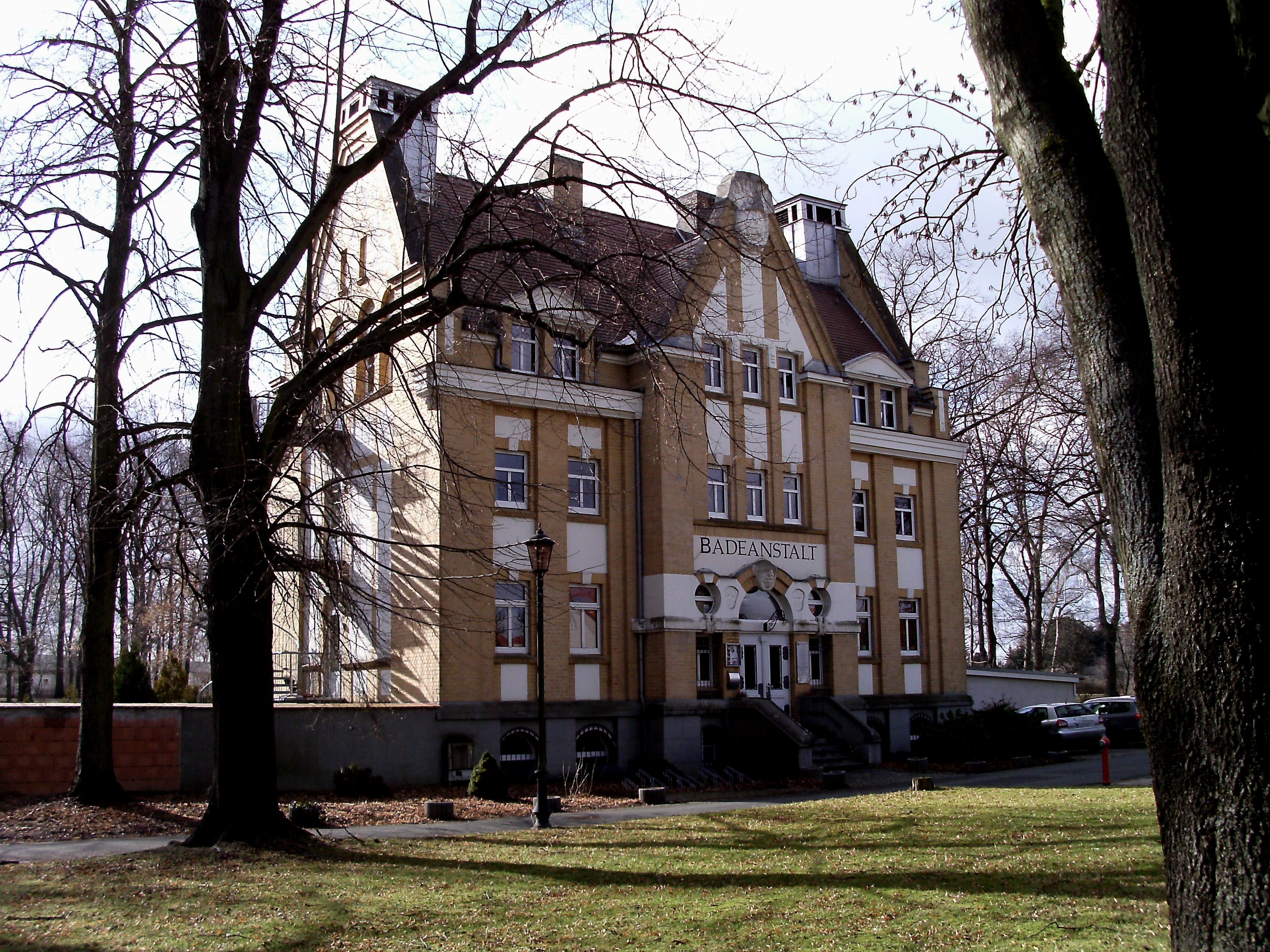
Ehemalige Badeanstalt

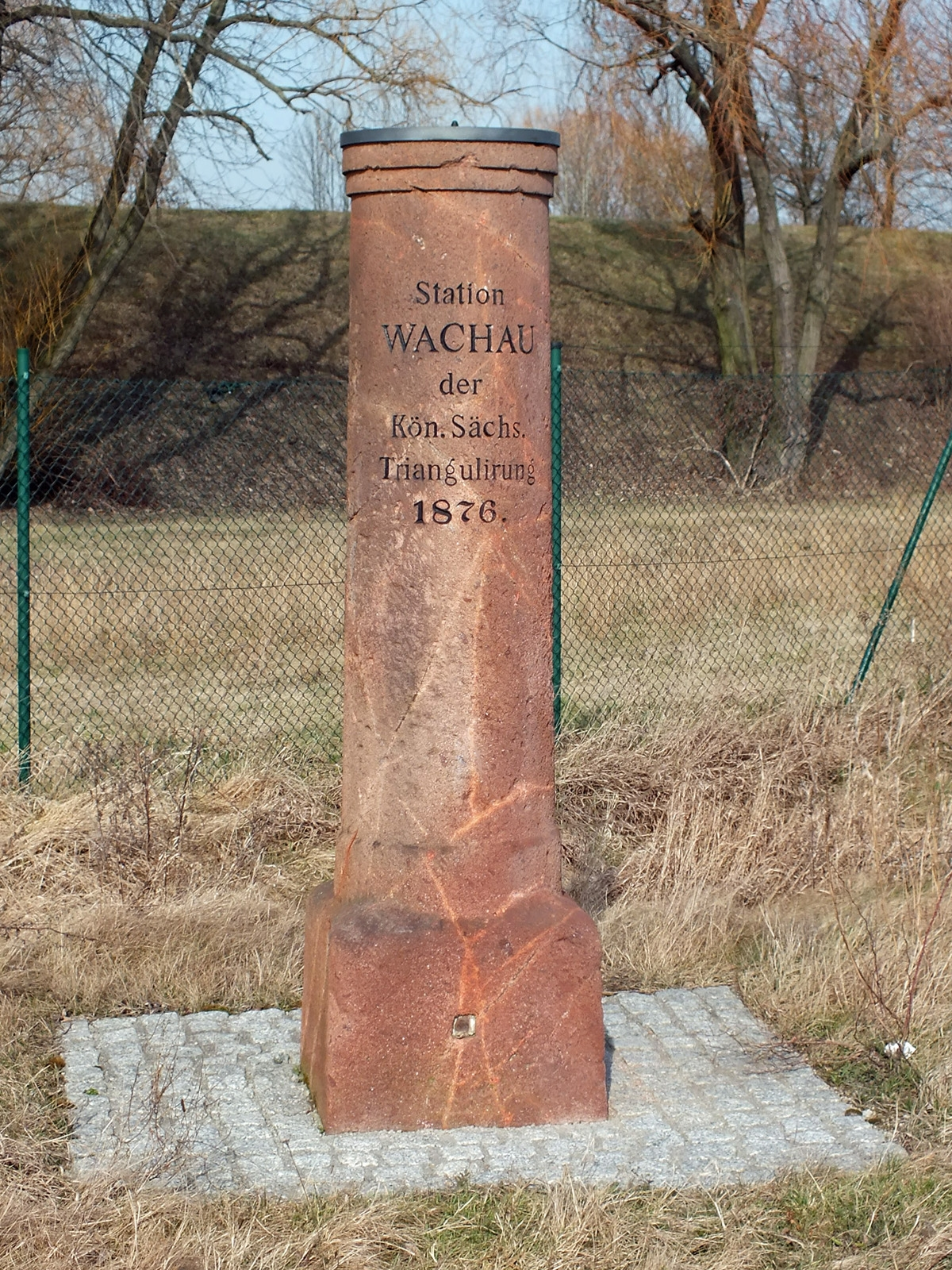
Triangulationssäule auf dem Galgenberg

Liebertwolkwitz ist ein Stadtteil und zugleich Ortsteil im Stadtbezirk Südost von Leipzig.

## Geografie

### Lage
Der Ortsteil Liebertwolkwitz ist deckungsgleich mit der Gemarkung Liebertwolkwitz und bildet den südöstlichsten Teil der Stadt Leipzig. Es ist der höchstgelegene Stadtteil Leipzigs und weist mit dem Galgenberg (168 m ü. NHN) und dem historisch bedeutsamen Monarchenhügel (160 m ü. NHN) die beiden höchsten natürlichen Erhebungen der Stadt auf. Aufgrund seiner exponierten Lage war ersterer Teil der Königlich-Sächsischen Triangulation. Im Süden von Liebertwolkwitz entspringt der Schaukelgraben – ein Bach, der den gesamten Ort in nordöstlicher Richtung durchfließt und in den Pösgraben mündet. Dieser bildet seinerseits eine natürliche Grenze zwischen Liebertwolkwitz und Holzhausen.

### Nachbarorte
Folgende Orte grenzen an Liebertwolkwitz:
| Meusdorf              | Zuckelhausen, Holzhausen                    | Seifertshain |
| Wachau                | Kompassrose, die auf Nachbargemeinden zeigt | Fuchshain    |
| Auenhain, Güldengossa | Störmthal                                   | Großpösna    |

## Geschichte
Die Ortschaft wurde im Jahr 1040 erstmals unter dem Namen Niwolkesthorp urkundlich erwähnt  und ist vermutlich im 7. oder 8. Jahrhundert von Slawen gegründet worden. Sie ist damit eine der ältesten Siedlungen der Region. Die romanische Kirche fiel 1575 einem Brand zum Opfer. Daraufhin wurde ein rechteckiger Saalbau mit breitem Westturm errichtet. 1702 wurde der Turm erhöht und im Barockstil umgestaltet.
Im Dreißigjährigen Krieg und in den Hussitenkriegen wurden weite Teile des Ortes zerstört. Am Ende des 17. Jahrhunderts erwarb der Dichter und Schriftsteller Heinrich Anselm von Ziegler und Kliphausen das Rittergut Liebertwolkwitz und verstarb dort. Ein Teil der Altranstädter Konvention wurde in Liebertwolkwitz unterzeichnet, Karl XII. hatte kurzzeitig sein Quartier im Ort.

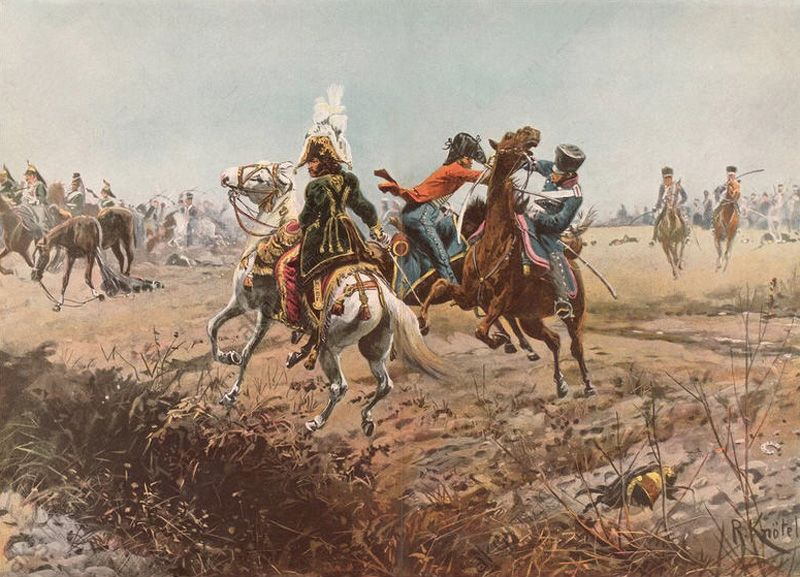
Reitergefecht bei Liebertwolkwitz. Marschall Murat (im Vordergrund) entgeht der Gefangennahme. Gemälde von Richard Knötel

Von historischer Bedeutung ist der auf Liebertwolkwitzer Gebiet liegende Monarchenhügel, von dem aus der Kaiser von Österreich, der Zar von Russland sowie der preußische König im Jahr 1813 während der Völkerschlacht bei Leipzig (16.–18. Oktober 1813) ihre Truppen gegen Napoléon Bonaparte befehligten. Dieser hatte wiederum am 16. Oktober 1813 seinen Befehlsstand auf dem Galgenberg. Im Jahr 1725 hatte Zacharias Hildebrandt eine Kirchenorgel erbaut, die während der Völkerschlacht zerstört wurde. Am 14. Oktober 1813, zwei Tage vor Beginn der Hauptschlacht, wurde die Gegend südlich von Markkleeberg, Wachau und Liebertwolkwitz zum Schauplatz des Reitergefechts bei Liebertwolkwitz, das das größte Kavalleriegefecht aller Zeiten gewesen sein soll.  In diesem Gefecht fiel der preußische Dragonerleutnant Guido von der Lippe bei der Verfolgung des französischen Marschalls Joachim Murat; die Szene wurde in einem Gemälde von Richard Knötel verewigt. Zum selben Zeitpunkt versuchte österreichische Infanterie, unter dem Kommando Johann von Klenau, den Ort zu stürmen, was mehrfach misslang. Am 18. Oktober wurde Liebertwolkwitz schließlich von den Verbündeten erobert.

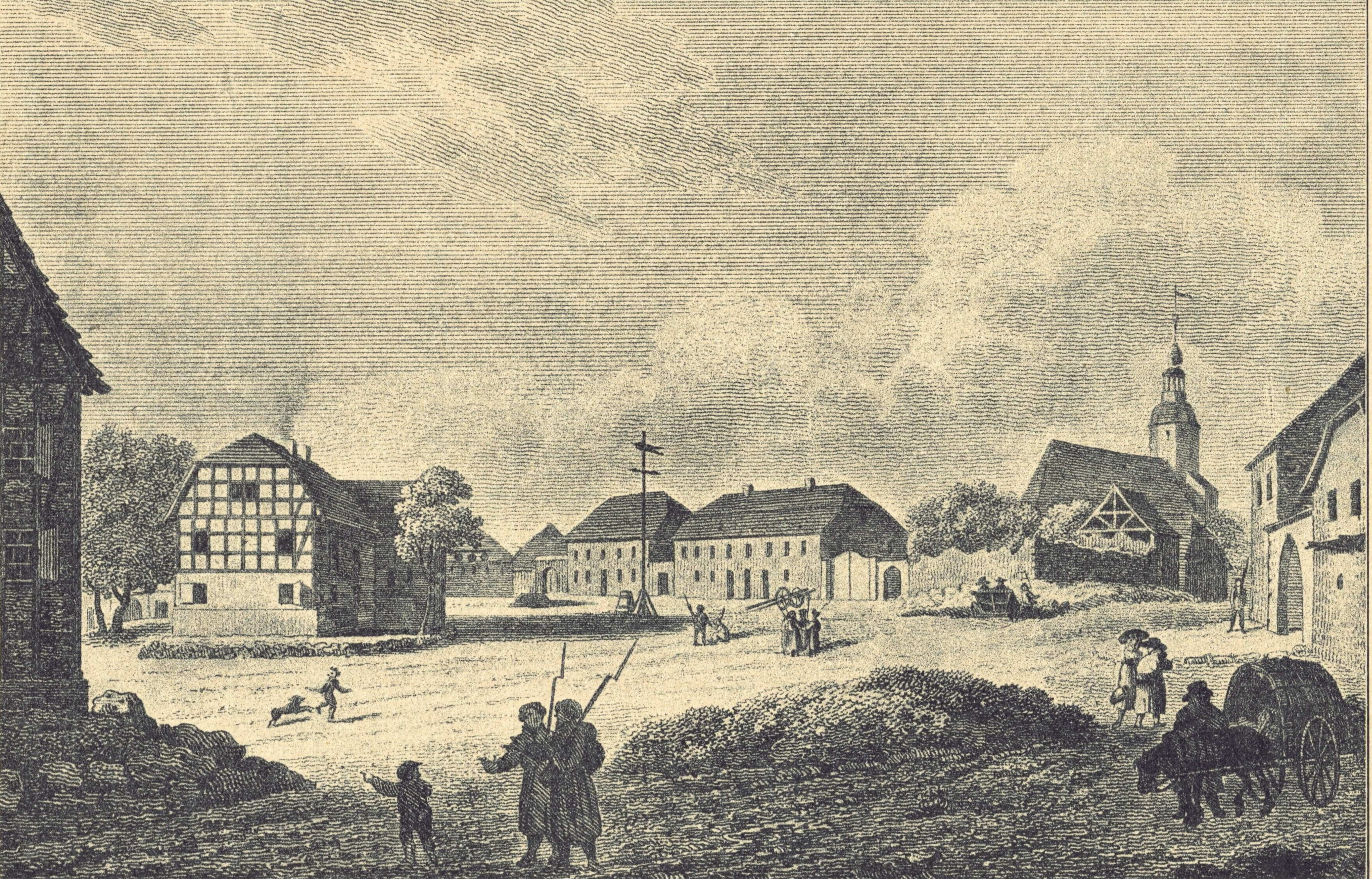
Liebertwolkwitzer Markt um 1814 (von der Alten Tauchaer Straße aus gesehen)

1850 wurde die Errichtung einer Sparkasse in Liebertwolkwitz genehmigt. Initiator der Gründung war Friedrich Teichmann, dem 1900 ein Denkmal auf dem Liebertwolkwitzer Markt gewidmet wurde. Die Sparkasse ermöglichte es der Gemeinde Liebertwolkwitz, Ende des 19. Jahrhunderts keine Steuern erheben zu müssen.
Liebertwolkwitz lag bis 1856 im kursächsischen bzw. königlich-sächsischen Kreisamt Leipzig. Ab 1856 gehörte der Ort zum Gerichtsamt Leipzig I und ab 1875 zur Amtshauptmannschaft Leipzig. Um 1880 begann die Ansiedlung von Industriebetrieben in Liebertwolkwitz, die unter anderem die Tonvorkommen der Umgebung nutzten. So entstanden vor allem Klinker- und Pfannsteinwerke. Dieser Industriezweig ist bis heute im Ort ansässig. 1908 wurde die Badeanstalt errichtet, die heute einen Fitness-Club beherbergt.
Am 18. April 1945 rückten US-amerikanische Truppen in Liebertwolkwitz ein – der Ort wurde kampflos übergeben. Am selben Tag wurde auf dem Monarchenhügel Artillerie stationiert, welche das Völkerschlachtdenkmal und seine Verteidiger beschoss (siehe Hans von Poncent).
1999 wurde Liebertwolkwitz gemeinsam mit einigen weiteren Gemeinden nach Leipzig eingemeindet.

## Bevölkerung
| Jahr | Einwohner |
| ---- | --------- |
| 2000 | 5.179     |
| 2005 | 5.151     |
| 2010 | 5.148     |
| 2015 | 5.284     |
| 2020 | 5.338     |
| 2024 | 5.469     |

Stand: 31. Dezember des jeweiligen Jahres

## Politik

### Ortschaftsrat und Ortsvorsteher
Mit der Eingemeindung von Liebertwolkwitz nach Leipzig wurde das Amt des Bürgermeisters abgeschafft. Stattdessen vertritt ein Ortschaftsrat, der mit allgemeinen Themen wie der Pflege des Ortsbildes und der Förderung lokaler Projekte betraut ist, die Belange der Einwohner. Seine Wahl findet gleichzeitig mit der Stadtratswahl Leipzigs statt. Pro Einwohner stehen dem Ortschaftsrat 6 €/Jahr zur Verfügung.
Die letzte Ortschaftsratswahl fand am 9. Juni 2024 statt. Sie führte zu folgendem Ergebnis:
| Partei / Wählergruppe                       | Stimmenanteil | Sitze |
| ------------------------------------------- | ------------- | ----- |
| Liebertwolkwitz Unabhängige Vertreter (LUV) | 54,8 %        | 5     |
| AfD                                         | 25 %          | 2     |
| CDU                                         | 12,4 %        | 1     |
| Die Linke                                   | 07,7 %        | –     |

Im Vergleich zur Wahl von 2019 verloren die LUV einen Sitz, die AfD gewann einen.
Der Ortsvorsteher wird von den Mitgliedern des Ortschaftsrates gewählt. Am 12. September 2024 wurde Roland Geistert (LUV) erneut zum Ortsvorsteher gewählt.

### Landtags- und Bundestagswahlen
Bei den Wahlen zum Sächsischen Landtag gehört Liebertwolkwitz zum Wahlkreis Leipzig 2, bei Bundestagswahlen zum Bundestagswahlkreis Leipzig II (Wahlkreis 153).
Die Bundestagswahl 2025 führte bei einer Wahlbeteiligung von 83,3 % zu folgendem Zweitstimmenergebnis:
| Partei                | Liebertwolkwitz 2025 | Liebertwolkwitz 2021 | Stadt Leipzig 2025 |
| --------------------- | -------------------- | -------------------- | ------------------ |
| AfD                   | 37,8 %               | 23,9 %               | 21,9 %             |
| SPD                   | 09,5 %               | 20,6 %               | 10,7 %             |
| CDU                   | 023,1 %              | 20,6 %               | 16,6 %             |
| FDP                   | 04,0 %               | 13,7 %               | 3,2 %              |
| Die Linke             | 08,2 %               | 07,0 %               | 22,5 %             |
| Bündnis 90/Die Grünen | 05,0 %               | 05,7 %               | 13,6 %             |
| BSW                   | 08,6 %               | -                    | 7,4 %              |
| Sonstige              | 04,0 %               | 08,6 %               | 04,3 %             |

### Wappen
Das Wappen zeigt in Silber auf grünem Grund aufgewachsen eine grüne Linde. Im Schildhaupt Wolken vor blauem Himmel.

### Partnergemeinde
Im Jahr 1996 unterzeichnete Liebertwolkwitz einen Partnerschaftsvertrag mit der französischen Gemeinde Les Epesses. Im Juli 2005 wurde die Vereinbarung zwischen Pays des Herbiers und Leipzig-Liebertwolkwitz erneuert.

## Sehenswürdigkeiten und Kultur

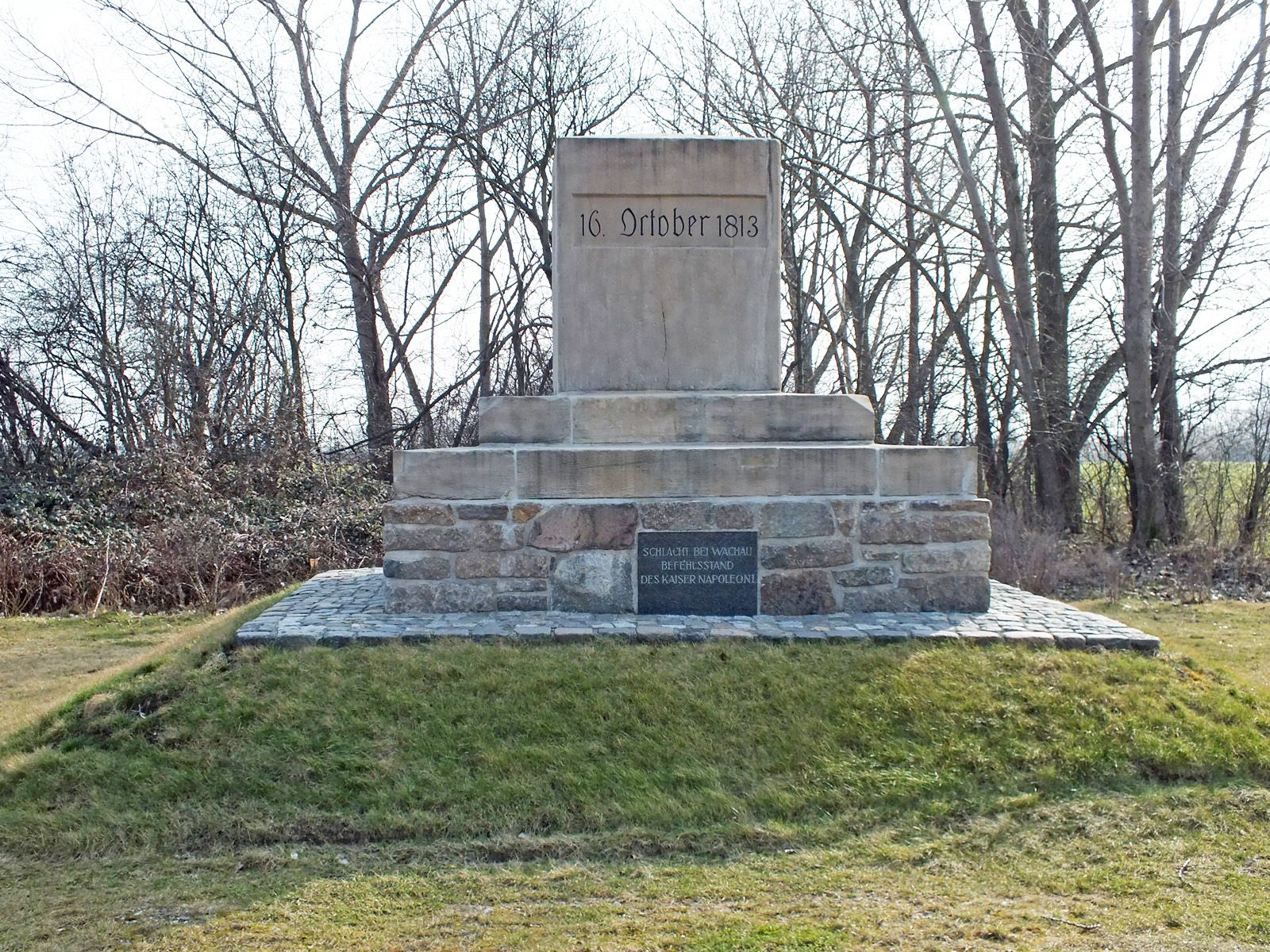
Denkmal auf dem Galgenberg – Befehlsstand Napoleons am 16. Oktober 1813

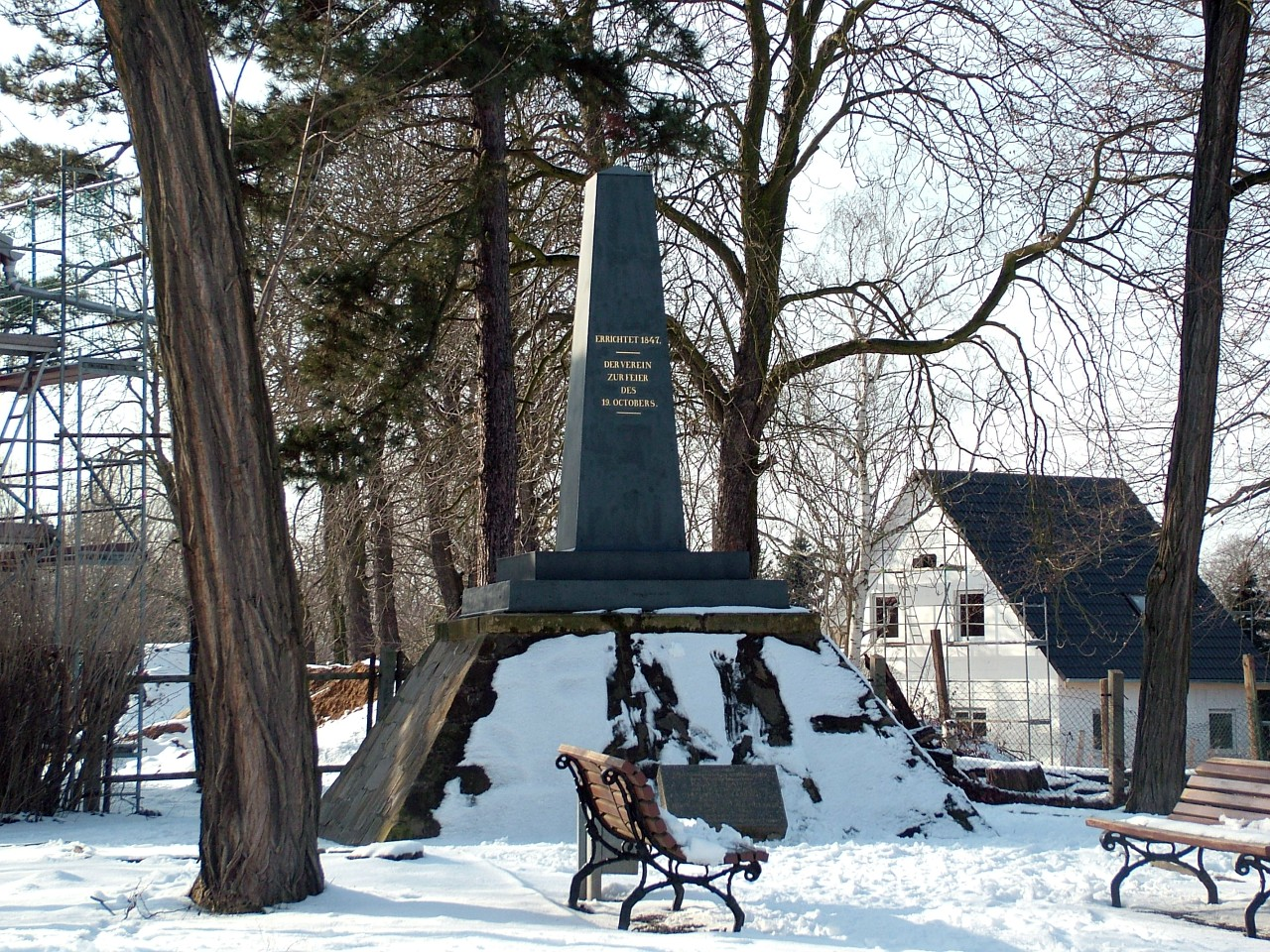
Denkmal auf dem Monarchenhügel

### Bauten und Denkmäler
- Kirche Liebertwolkwitz, ältestes Bauwerk in Liebertwolkwitz, 1572/1575 an der Stelle eines mittelalterlichen Kirchengebäudes errichtet.
- Wasserturm, Wahrzeichen des Ortes, 52,5 Meter hoch, höchstes Gebäude von Liebertwolkwitz. Der unter Denkmalschutz stehende Turm wurde 1903/04 errichtet und ab 2017 zum exklusiven Wohnturm umgewandelt.[23]
- Weitere geschützte Gebäude wie das Rathaus vor allem im historischen Ortskern um den Liebertwolkwitzer Markt.
- Denkmäler auf dem Monarchenhügel und dem Galgenberg zum Gedenken an die Völkerschlacht bei Leipzig. Hinzu kommen mehrere im Ort verteilte Apelsteine, die den damaligen Schlachtverlauf nachzeichnen. Außerdem befindet sich auf dem Kirchhof ein Gedenkstein für die hohen Verluste in einem Infanteriegefecht der Völkerschlacht. Auf dem Kolmberg befindet sich ein Gedenkstein für MacDonald.
- Teichmann-Denkmal auf dem Marktplatz zur Erinnerung an Friedrich Teichmann, den Gründer der Sparkasse zu Liebertwolkwitz[24]
- Gedenkstein für die Opfer des Faschismus im Josef-Sliwanski-Hain in der Nähe der alten Badeanstalt. Ein weiteres Denkmal auf dem Kirchhof mahnt zum Gedenken an die Opfer der beiden Weltkriege.

### Parks

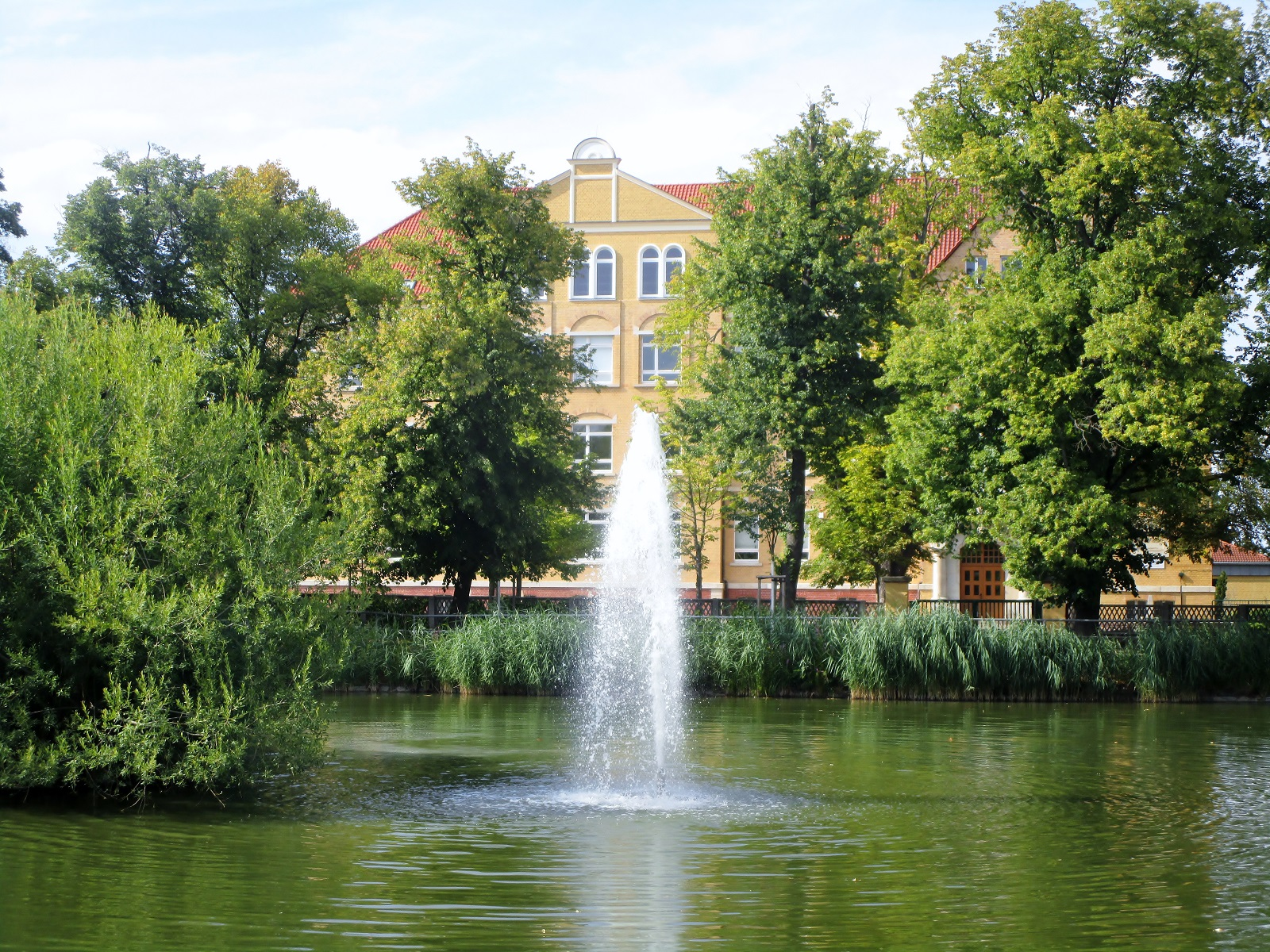
Angerteich

Bei den beiden Schulen des Ortes befindet sich ein kleiner Park mit dem Angerteich. An der Muldentalstraße liegt die sogenannte Kuhweide mit einem Park an der alten Badeanstalt – dem Veranstaltungsgelände des Heimatfestes. Ebenfalls an der Muldentalstraße gelegen befindet sich der Emil-Kluge-Park.
Der Markkleeberger sowie Störmthaler See sind nur wenige Kilometer entfernt.

### Veranstaltungen
- Liebertwolkwitz – ein Dorf im Jahre 1813, jährlich an einem Wochenende im Oktober durch die „Hofgenossenschaft Stiftsgut Liebertwolkwitz eG“ organisiertes Fest in Gedenken an das Leben zur Zeit der Völkerschlacht. Dabei wird im 19. Jahrhundert übliches Handwerk und Leben nachgestellt.[26]
- Heimatfest auf der Kuhweide an einem Sommerwochenende, am Samstag findet ein Festumzug durch den Ort statt, bei dem sich lokale Vereine und Unternehmen präsentieren, samstagsnachts wird traditionell ein Feuerwerk veranstaltet
- „Hof-Advent“, ein Weihnachtsmarkt mit historischem Thema.[27]

## Infrastruktur

### Verkehr

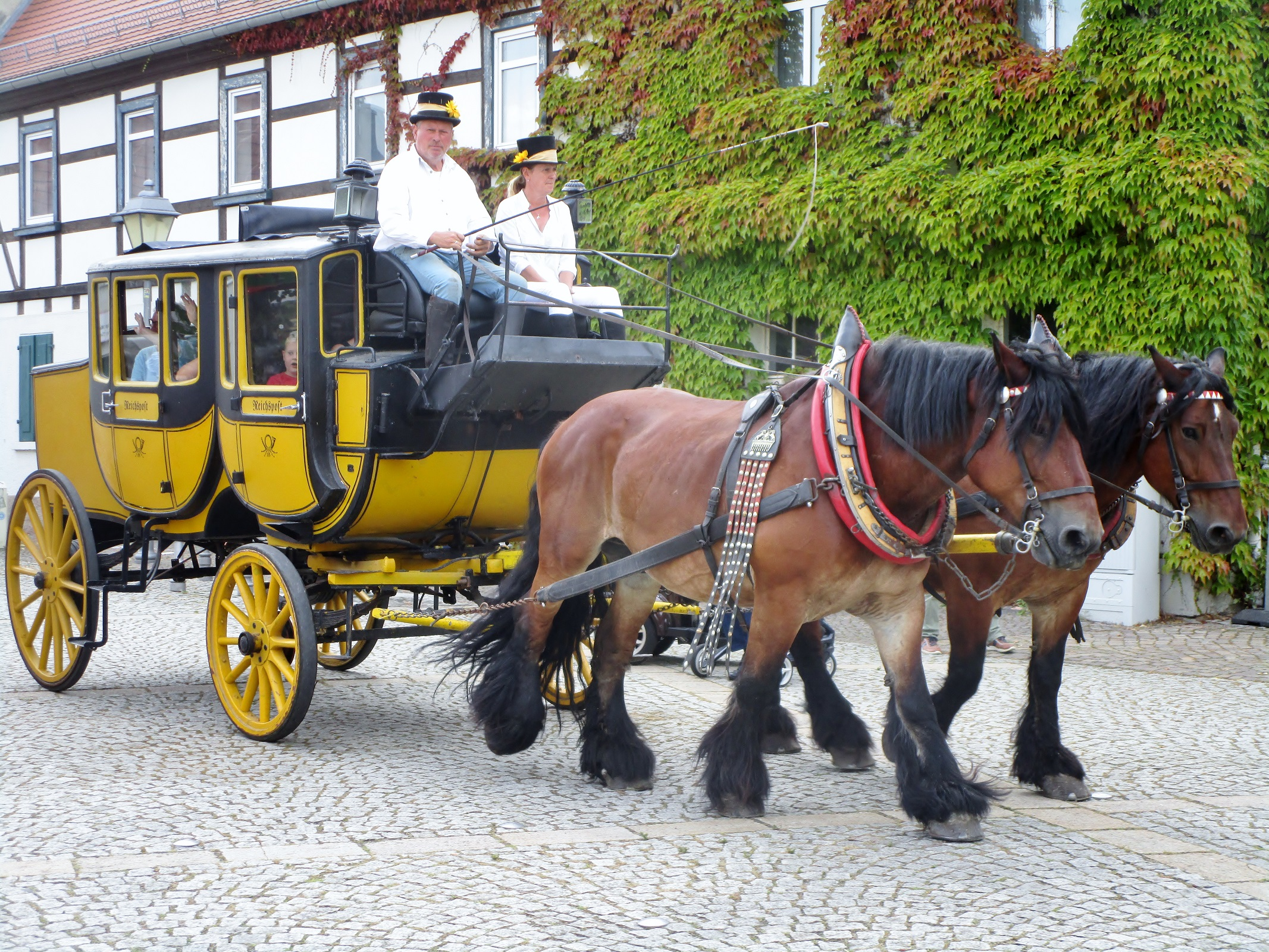
Historische Postkutsche beim Geschichtsfest in Liebertwolkwitz

Der Bahnhof Leipzig-Liebertwolkwitz liegt an der Bahnstrecke Leipzig–Geithain, die Teil der Fernverbindung von Leipzig nach Chemnitz ist. Die Regionalbahnlinie RB 113 der DB Regio Südost verbindet Liebertwolkwitz stündlich mit dem Leipziger Hauptbahnhof und Geithain.
Liebertwolkwitz ist an mehrere Buslinien wie die 690 (Leipzig Hauptbahnhof-Grimma) oder die 172 (Wachau-Sommerfeld/Borsdorf) angeschlossen. Nachts verkehrt der Nightliner N8.
Ab 1928 verkehrte eine Straßenbahnlinie zwischen Liebertwolkwitz und der Leipziger Innenstadt. Sie wurde 1971 bis Meusdorf verkürzt. Den Anschluss von Liebertwolkwitz an die Straßenbahn übernimmt nun die Buslinie 75.

### Bildung
Die Volkssolidarität unterhält im Stadtteil die Kindertagesstätte Wolkser Kinderland.
Die Grundschule wurde 2004 in Schule Liebertwolkwitz umbenannt. In enger Zusammenarbeit mit dem Verein Sportschulzentrum Liebertwolkwitz liegt der Fokus auf Bewegungsförderung und Sport. Das 1978 errichtete Schulgebäude wurde ab 2019 revitalisiert und durch einen futuristischen, kubischen Anbau ergänzt.
Die Geschwister-Scholl-Schule Liebertwolkwitz ist eine Oberschule. Das historische Schulgebäude wurde 1889 errichtet. Bereits 1901/02 erfolgte die erste Erweiterung des Gebäudes, das gegen Ende des Zweiten Weltkriegs im April 1945 durch einen Großbrand stark beschädigt wurde. In den Nachkriegsjahren erfolgte der Wiederaufbau durch die Bevölkerung. Im Jahr 1978 entstand im Schulgelände ein Neubau, der heute die Grundschule beherbergt. Seit 1990 wurden das Schulgebäude und das angrenzende Areal kontinuierlich erweitert und neugestaltet. Heute existiert ein moderner Schulsportplatz, ein Geopark sowie ein eigens für die Mensa errichteter Neubau.
Die Oberschule ist nicht zu verwechseln mit der Geschwister-Scholl-Grundschule im Stadtteil Gohlis.
In den 1990er-Jahren war die Einführung eines eigenen Gymnasiums geplant. Dazu wurde ein provisorischer Containerbau hinter der Oberschule errichtet und kurzzeitig auch Schüler am Gymnasium Liebertwolkwitz, das eine Außenstelle des Gymnasiums Engelsdorf war, unterrichtet. Aufgrund des Fehlens des „öffentlichen Bedürfnisses“ wurden die Pläne verworfen, das Gymnasium geschlossen und das Provisorium rückgebaut.

### Gesundheitswesen
Neben mehreren Angeboten für Allgemein- und Zahnmedizin sind auch fachärztliche Einrichtungen vertreten. Darüber hinaus bietet Liebertwolkwitz ein Seniorenheim in privater Trägerschaft.

### Öffentliche Einrichtungen
Das Rathaus ist der Sitz eines Bürgeramtes der Stadt Leipzig und eines Standortes der Polizei. Außerdem verfügt der Ort über eine Freiwillige Feuerwehr (Teil von: Feuerwehr Leipzig) samt Jugendfeuerwehr.

### Sport
Der größte Sportverein ist der SV Liebertwolkwitz, der mit 10 Abteilungen, unter anderem Kegeln, Badminton, Volleyball, Ski und Reiten, ein breites Sportangebot bietet. Am bekanntesten ist die Fußballabteilung, die in der Saison 2023/24 in der sächsischen Landesklasse Nord antritt. Ein weiterer Verein ist der TTV Grüne Linde Liebertwolkwitz, ein Tischtennisverein.

### Lokalzeitschrift
Seit 1999 erscheint monatlich das Ortsblatt Wolkser Wasserturmbote, das ortsrelevante Themen behandelt. Vor der Eingemeindung erschien der Liebertwolkwitzer Wasserturmbote: Amtsblatt der Gemeinde (1990–1998).

## Persönlichkeiten

### Söhne und Töchter des Ortes
- David Kellner (1670–1748), Dichter, Organist und Komponist
- Margarethe Dyck (1887–1956), Pädagogin und Politikerin (LDPD)
- Franz Brenthel (1891–1957), Ingenieur und Hochschullehrer
- Manfred Heintze (1934–1985), Designer
- Bernd Heinze (* 1947), Bürgerrechtler und Fotograf

### Mit Liebertwolkwitz verbunden
- Heinrich Anselm von Ziegler und Kliphausen (1663–1697), Romanschriftsteller und Historiograph, lebte und starb in Liebertwolkwitz
- Johann Hilmar Adolph Freiherr von Schönfeld (1743–1820), königlich-sächsischer Gesandter, Besitzer des Ritterguts Liebertwolkwitz
- Friedrich Teichmann (1783–1863), Gründer der Sparkasse zu Liebertwolkwitz
- Gustav Köllmann (1874–1966), Maschinenbauingenieur und Unternehmer, gründete 1935 in Liebertwolkwitz das Zweigwerk Köllmann-Getriebebau GmbH
- Hans Marschall (1893–1970), Politiker (DDP, LDPD) und Publizist, lebte und starb in Liebertwolkwitz
- Günter Busch (1930–2006), Fußballspieler und -trainer, spielte von 1942 bis 1948 beim MTV 1858 Liebertwolkwitz